# Từ Hoàng Thông
Từ Hoàng Thông (sinh 22 tháng 6 năm 1972) là một đại kiện tướng cờ vua của Việt Nam, từng 4 lần vô địch quốc gia và nắm giữ kỷ lục kỳ thủ cờ vua vô địch trẻ nhất Việt Nam.

## Thời gian đầu
Anh bắt đầu học cờ tháng 11 năm 1981 (khi đó 9 tuổi) tại Nhà văn hóa thiếu nhi thành phố Hồ Chí Minh. Anh thi đấu lần đầu tiên trong giải báo Tuổi trẻ vào tháng 2/1982 (năm 10 tuổi).
Anh đã cầm hòa trong đợt đấu đồng loạt với nhà vô địch thế giới nữ lúc bấy giờ là Maia Chiburdanidze nhân dịp giao lưu Thanh niên Việt-Xô năm 1983.

## Sự nghiệp thi đấu

### Trong nước
Tháng 10/1983, Từ Hoàng Thông tham gia thi đấu Hội khỏe Phù Đổng toàn quốc lần đầu tiên tại Hà Nội và gây bất ngờ lớn khi đoạt chức vô địch lứa tuổi thiếu niên U15 đánh bại các kỳ thủ mạnh: Nguyễn Thanh Hoài, Hoàng Trọng Thắng.
Năm 1986, anh giành liên tiếp 2 chức vô địch hạng A2 và hạng A1 quốc gia, vượt qua: Đặng Tất Thắng, Đặng Vũ Dũng, Hồ Văn Huỳnh. Do đoạt chức vô địch quốc gia ở tuổi 14, anh đã thiết lập kỉ lục là nhà vô địch trẻ nhất Việt Nam. Kỷ lục này đến nay vẫn còn tồn tại. Từ Hoàng Thông tiếp tục bảo vệ thành công chức vô địch vào năm 1987 và đoạt thêm 2 chức vô địch khác vào các năm 1991 và 1998 .
Năm 2002, tại Đại hội Thể dục Thể thao toàn quốc lần thứ 4, Từ Hoàng Thông vô địch nội dung tiêu chuẩn  và xếp thứ ba nội dung cờ chớp . Năm 2005, anh vô địch Giải cờ vua các đấu thủ mạnh toàn quốc .
Năm 2016, Từ Hoàng Thông vô địch cờ nhanh toàn quốc khi đã 44 tuổi, bất bại và đạt 7/9 điểm (+5 =4).

### Quốc tế
Từ Hoàng Thông đạt danh hiệu kiện tướng quốc tế năm 1992 và danh hiệu đại kiện tướng năm 1999, là đại kiện tướng thứ hai của cờ vua Việt Nam (sau Đào Thiên Hải).
Anh hai lần đoạt giải Á quân trẻ châu Á tại Dubai năm 1991 và Qatar năm 1992.
Trên bình diện đội tuyển quốc gia, Từ Hoàng Thông có nhiều đóng góp. Anh khoác áo đội tuyển Việt Nam lần đầu tiên dự Olympiad cờ vua năm 1990 và sau đó dự liên tiếp 10 Olympiad cờ vua từ năm 1990 đến 2008, với tổng thành tích 51 thắng, 29 hòa và 26 thua. Thành tích tốt nhất của anh tại Olympiad 2000 với 8 điểm / 11 ván, đạt hạng 6 của bàn 3 . Ở cấp độ giải đồng đội châu Á, Từ Hoàng Thông cũng tham dự 7 lần (từ 1991 đến 2005) với thành tích đồng đội cao nhất là huy chương bạc (2005) và thành tích cá nhân cao nhất là huy chương đồng bàn 3 (2003) . Từ Hoàng Thông còn góp mặt tại các SEA Games 2003 và 2005. Anh có hai huy chương vàng đồng đội: tiêu chuẩn và nhanh (2005)  và một huy chương bạc đồng đội cờ nhanh (2003) .
Năm 2001, tại giải vô địch cờ vua Đông Nam Á lần đầu tiên, Từ Hoàng Thông giành cả hai huy chương vàng cá nhân và đồng đội .
Tháng 1 năm 2014, khi được mời tham dự Giải vô địch cờ vua Úc, anh đã giành chức vô địch nội dung cờ chớp .

## Giảng dạy và mở trường đào tạo
Cuối năm 1997, Từ Hoàng Thông sang Singapore huấn luyện cờ vua tại các trường học, câu lạc bộ và tư gia trong suốt 10 năm. Anh là kỳ thủ Việt Nam đầu tiên được Tổng thư ký FIDE, Ignatius Leong, mời dạy cờ dài hạn cho học sinh ở Singapore. Ban đầu anh làm việc cho công ty Int-chess, sau đó chuyển sang công ty Power Chess. Anh về nước cuối năm 2006 vì đã chán cảnh làm thuê xứ người .
Kế hoạch mở trường dạy cờ vua cho các em thiếu nhi được ấp ủ từ năm 2005 , tuy nhiên đến tháng 3 năm 2009, Từ Hoàng Thông cùng người em song sinh Từ Hoàng Thái mới thành lập nên trường cờ vua Smartchess Training School. Đến cuối năm 2009 thì trường cờ này đã có lãi, do sự đầu tư nghiêm túc vào việc dạy và học ở trường cờ này . Cùng với việc mở trường dạy cờ vua, anh còn viết một số sách hướng dẫn chơi cờ .

## Các thành tích đáng nhớ
- Ván đánh hòa ĐKT người Mỹ Joel Benjamin (elo 2560) tại Novi Sad (1990) khi chưa có ELO gây bất ngờ cho giới cờ vua thế giới. Kết thúc giải đạt được ELO 2405.
- Ván thắng đại kiện tướng người Ukraina Oleg Romanishin tại Olympiad 1994 ở Moskva giúp Việt Nam hòa Ukraina 2-2 trong trận khai mạc.[15]
- Từ Hoàng Thông cùng các đồng đội là Lê Quang Liêm, Nguyễn Ngọc Trường Sơn, Đào Thiên Hải, Nguyễn Văn Huy lập thành tích hạng 9 thế giới, bằng điểm với các đội mạnh như Nga, Azerbaijan, Trung Quốc, Hungary... tại Olympiad 2008 ở Dresden [16]. Đây là lần đầu tiên Việt Nam lọt vào top 10 ở nội dung nam.[17]

## Gia đình
Tháng 5 năm 2008, Từ Hoàng Thông lập gia đình với bác sĩ ngành vật lý trị liệu Nguyễn Thị Thu Thư và có một con trai. Anh hơn vợ mình 12 tuổi . Người em trai song sinh của anh, Từ Hoàng Thái, cũng là một kỳ thủ cờ vua hàng đầu của Việt Nam.